# 구독일 동부 영토

1919년부터 1945년까지 독일이 잃은 영토

구 독일 동부 영토(독일어: Ehemalige deutsche Ostgebiete)는 제1차 세계 대전과 제2차 세계 대전 이후에 소련에 의해 독일에서 떨어져 나간 동쪽 영토를 말한다. 이 기간 동안에 독일이 잃은 영토는 동프로이센, 슐레스비히, 클라이페다 지역, 실레시아 등이다. 구 독일 동부 영토의 거의 대부분을 취득한 폴란드에서는 피아스트 왕조의 옛 땅이라는 뜻에서 이 지역을 수복령(Ziemie Odzyskane)이라고 불렀다.
서독은 오데르-나이세선 이동 지역을 계속 독일의 영토로 보았지만 독일의 재통일 과정에서 2+4 조약과 독일-폴란드 국경 조약을 통해 이 지역의 영유권을 포기했다.

## 같이 보기
- 동방식민운동
- 엘베강 이동
- 드랑 나흐 오스텐
- 독일인의 도피 및 추방 (1944년-1950년)